# Saulo Araújo Fontes
Saulo Araújo Fontes, noto semplicemente come Saulo (Piranhas, 2 aprile 1989), è un calciatore brasiliano, portiere svincolato.

## Carriera
Il 31 gennaio 2011 segna un gol di testa al 94' contro il Vitória das Tabocas, infortunandosi nell'esultare.

## Palmarès

### Club

#### Competizioni statali
- Campionato Pernambucano: 5

Sport Recife: 2007, 2008, 2009, 2010, 2014

#### Competizioni nazionali
- Coppa del Brasile: 1

Sport Recife: 2008

#### Competizioni regionali
- Copa do Nordeste: 1

Sport Recife: 2014